# Білостоцький провулок
Білосто́цький прову́лок — провулок у Салтівському районі міста Харкова. Розташований між Салтівським шосе та вулицею Академіка Павлова. Нумерація будинків ведеться від Салтівського шосе.

## Походження назви
Вулиця названа на честь польського міста Білосток.

## Опис вулиці
Довжина вулиці — 535 метрів. Покриття  — асфальт. Починається на розі з Салтівським шосе і закінчується на розі з вулицею Академіка Павлова. Напрям від Південного сходу на північний захід. Примикань немає.
Автомобільний рух — по одній полосі в кожну сторону. Дорожня розмітка — відсутня. Світлофорів немає. Тротуар по всій довжині вулиці обладнаний лише по парній стороні.
Забудова з парної сторони — двоповерхова, лише на початку і в кінці провулка є 3-4 поверхові будинки. З непарної сторони протягом всієї довжини — територія заводу «Поршень»
Комерційні заклади на вулиці відсутні, крім однієї продуктової крамниці на початку провулку.

## Транспорт
Безпосередньо по вулиці громадський транспорт не ходить.

### Трамвай
- Маршрут № 6 (Вокзальна-602-й мікрорайон) — зупинка Вулиця Ахієзерів знаходиться безпосередньо на початку вулиці на розі з Салтівським шосе.
- Маршрут № 8 (Вул. Одеська-602-й мікрорайон) — зупинка Вулиця Ахієзерів знаходиться безпосередньо на початку вулиці на розі з Салтівським шосе.
- Маршрут № 16 та 16а (Салтівська-Салтівська) — зупинка Вулиця Івана Камишева знаходиться в 100 метрах на вулиці Академіка Павлова біля початку парку Пам'яті.
- Маршрут № 27 (Салтівська-Новожанове) — зупинка Вулиця Івана Камишева знаходиться в 100 метрах на вулиці Академіка Павлова біля початку парку Пам'яті.

### Метрополітен
- Ст. метро «Академіка Барабашова» — у 1 100 метрах від кінця вулиці.

### Автобус
- Маршрут № 11е (Григорівське шосе-602-й мікрорайон) — зупинка Вулиця Михайлика знаходиться безпосередньо на початку вулиці на розі з Салтівським шосе.
- Маршрут № 231е (Ст. метро «Центральний ринок»-602-й мікрорайон) — зупинка Вулиця Михайлика знаходиться безпосередньо на початку вулиці на розі з Салтівським шосе.
- Маршрут № 233е (Ст. метро «Ярослава Мудрого»-602-й мікрорайон) — зупинка Вулиця Михайлика знаходиться безпосередньо на початку вулиці на розі з Салтівським шосе.
- Маршрут № 279е (вул. Власенка-вул. Світла) — зупинка Вулиця Михайлика знаходиться безпосередньо на початку вулиці на розі з Салтівським шосе.

### Маршрутні таксі
- Маршрут № 11е (Григорівське шосе-602-й мікрорайон) — зупинка Вулиця Михайлика знаходиться безпосередньо на початку вулиці на розі з Салтівським шосе.
- Маршрут № 233е (Ст. метро «Ярослава Мудрого»-602-й мікрорайон) — зупинка Вулиця Михайлика знаходиться безпосередньо на початку вулиці на розі з Салтівським шосе.